# Делювій

Делювій, делювіальні відклади (англ. deluvium, talus deposits, нім. Diluvium, нід. Deluvialboden) — продукти вивітрювання гірських порід (глина, пісок, щебінь та ін.), відклади, що утворюються біля підніжжя та в нижніх частинах схилів унаслідок змивання зруйнованих гірських порід з верхніх частин цих схилів дощовими потоками й талими сніговими водами, а також під впливом сили тяжіння, морозного зсуву та текучості ґрунту (соліфлюкція).

## Загальний опис
Нагромаджуються біля підніжжя гір і височин.
Здебільшого делювій не шаруватий, але на схилах гір і пагорбів його склад закономірно змінюється, часточки породи зменшуються від верхньої частини схилу до нижньої, часто починаючись щебенем, а закінчуючись суглинками й навіть лесами біля підніжжя. Водночас зростає потужність відкладів.
Продукти вивітрювання, які складають делювій, мають різний склад (від глин і пісків до крупних валунів) і характеризуються слабкою відсортованістю. За петрографічним складом делювій різниться від корінних гірських порід, які його підстилають, і пов'язаний з породами, розташованими вище по схилу. Делювій широко розповсюджений в гірських районах. В нижній частині схилів делювіальні відклади утворюють щільний покрив (делювіальний шлейф), який пом'якшує перехід до прилеглої рівнини. Змочений водою делювій часто може переміщуватися, повзти вниз по схилу, здебільшого дуже повільно, проте іноді — швидко. Сильно оводнений, він перетворюється на густе багно, яке повзе вниз, зриває дерновий покрив, вириває кущі і навіть може повалювати на своєму шляху дерева. Такі грязеві потоки, іноді значної довжини і ширини, спостерігаються в багатьох країнах. На дні долини вони спиняються, утворюючи поля густого багна з грудками дерну, поваленими деревами і кущами.
В делювії часто містяться розсипні родовища золота, олова, вольфраму та ін. металів. Делювіальні суглинки використовують для виготовлення цегли.